# Лебяжий-Камень
Лебяжий-Камень (азерб. Qu daşı) — небольшой полуостров в восточной части Апшеронского полуострова, в Азербайджане.
В прошлом Лебяжий-Камень являлся островом Апшеронского архипелага, но впоследствии, в результате снижения уровня Каспийского моря, присоединился к суше.

## Описание
Согласно «Географическо-статистическому словарю Российской империи», море у восточного берега острова было глубоким, а запад острова был усыпан мелкими камнями.